# Jazz
Jazz ali džez [džéz- ali džêz-] je glasbena zvrst, ki je dobila prvotno podobo okoli leta 1920. Njeni začetki segajo v glasbeno tradicijo severnoafriških kultur, ki so se na ameriških tleh spojile z ameriško in evropsko kulturo in njunimi glasbenimi instrumenti. Njegove korenine segajo v blues, ragtime in tudi v glasbo evropskih vojaških orkestrov. V kompozicijskem smislu je prepoznaven po poliritmih, sinkopah (prenos poudarka s težke na lahko dobo), improvizaciji, bluzovskih tonih (t.i. blue notes), itd. Jazz ima velik vpliv na vse glasbene sloge 20. stoletja. Tipično se v jazzu pojavljajo glasbila: kitara, bas kitara, saksofon, pozavna, klavir, klarinet, trobenta, kontrabas, bobni, vokal.  
Izraz jazz je bil sprva slengovski izraz z zahodne ameriške obale, ki je označeval glasbo iz Chicaga okoli leta 1915, njegov izvor pa je neznan. 

## Na splošno o jazzu
Jazz je glasba, ki je ob prelomu stoletja nastala z združenjem posvetne in duhovne glasbe severnoameriških črncev (gospel) s kompozicijsko manj zahtevnimi oblikami evropske klasične glasbe 19. stoletja. Glavne značilnosti so improvizacija (spreminjanje melodije v okviru harmonske osnove), močno poudarjen ritem in pogosta uporaba sinkop (prenos poudarka v taktu s težke na lahko dobo). Izvajajo ga jazz orkestri – pri manjši zasedbi se imenuje combo, pri večji pa big band. Jazz orkester po navadi sestavlja ritmična skupina (bobni, bas kitara, klavir, kitara ali banjo), na njeno ritmično in harmonsko osnovo pa drugi instrumenti igrajo priredbo (arrangement, ang. aranžma) in dodatno improvizirajo (npr. saksofoni, pozavne, trobente, klarinet, vibrafon). Iz ZDA se je kmalu razširil po celem svetu.

## Kratek pregled razvoja jazza
Temnopolti delavci so si s petjem lajšali tlako na poljih bombaževca in postopoma so prodrli v splošno glasbeno zavest nove dežele. Avtentično črnsko glasbo, ki se je konec 19. stoletja razvila v jazz so skupine belskih zabavljačev s pobarvanimi obrazi posnemale že okrog leta 1830.
Vse pesmi, ki so jih črnci peli, so bile zrcalo novega okolja, hkrati pa so vsebovale prvine afriške ljudske glasbe. Čez čas pa so črnci prišli v stik z glasbo tujih narodov, zlasti z uličnimi godbami in takta popularno kavarniško klavirsko glasbo, imenovano ragtime. Prevzeli so nekatere inštrumente in tako začeli glasbo še igrati. Tako se je čez čas iz povezave ragtimea, gospela, bluesa in inštrumentov rodil jazz.
- Začetek 20. stoletja – elementi ragtimea, bluesa in vojaških orkestrov se počasi združujejo in predstavljajo čisto zgodnje korenine glasbenega stila, ki bo kasneje, v jasni obliki nosil izraz jazz.

- 1910–1920 – rojstvo jazza v New Orleansu. Kmalu se uveljavi stil dixieland, ki so ga izvajali le belci, nato sledi še čikaški slog, ki so ga ravno tako izvajali belci, po vzoru predhodnih vrst jazza in druge glasbe. V delno spremenjeni instrumentalni zasedi so dobili osrednjo vlogo solisti.

- 1930 – vzpon swinga; izvajale so ga zasedbe big banda (najvplivnejši vodji sta bila Duke Ellington in Count Basie).

- 1940 – nova vrsta jazza, bebop, ki označuje nemiren in virtuozen slog. Sprva so ga igrali le črnci (Charlie Parker, Dizzy Gillespie, Bud Powell, Max Roach ...).

- 1950 – cool jazz (ang. hladni jazz) je ime za bolj umirjene skladbe, ki jih igrajo combe (manjše zasedbe). Kmalu postane najbolj priljubljen slog na zahodni obali in od tod izraz westcoast jazz.

- 1960–1970 – hard bop, free jazz, soul jazz in jazz rock fuzija so nove slogovne pridobitve jazza tega obdobja. Gre za zlato obdobje, z založbo Blue Note na čelu.

- 1980–1990 – razvijeta se acid jazz in smooth jazz.

## Korenine jazza
Do leta 1808 je s trgovino s sužnji v ZDA prišlo skoraj pol milijona Afričanov. Sužnji so v glavnem prihajali iz Zahodne Afrike in so s seboj prinesli tudi plemenske glasbene tradicije. Do leta 1843 so ob nedeljah v New Orleansu na trgu Congo prirejali velike festivale, na katerih so izvajali tudi afriške plese in glasbo. Afriška glasba je bila funkcionalne narave, igrali so jo ob delu in obredih, pogoste so bile delovne pesmi. Za to glasbo je bila značilna enostavna melodija in vzorec call and response, niso pa poznali evropskega koncepta harmonije. Ritmi so odražali afriške vzorce govore, uporaba pentatonike pa je vodila do modrih not v bluzu in džezu.
Na začetku 19. stoletja se je vse več črnskih glasbenikov učilo igranja evropskih instrumentov, še posebej violine, s katero so parodirali evropsko plesno glasbo s svojimi cakewalk plesi. Prav tako posmehljivi evropsko-ameriški potujoči glasbeniki, ki so se oblačili v črnce, pa so s kombinacijo sinkopiranega ritma in evropskih harmonij popularizirali črnsko glasbo. Louis Moreau Gottschalk je afroameriško cakewalk glasbo, južnoameriške, karibske in druge melodije združil v salonsko klavirsko glasbo. Vpliv je prihajal tudi od črnskih sužnjev, ki so harmonično obliko hvalnic vpeljali v svojo glasbo kot duhovne pesmi. Zgodovinar Paul Oliver je pri tem potegnil vzporednice med instrumenti, glasbo in družbeno vlogo z grioti, potujočimi pesniki in glasbeniki v zahodnoafriških savanah.

## 1890.–1910.

### Ragtime
Odprava suženjstva je Afroameričanom omogočila izobrazbo, toda močna segregacija jim je dopuščala le omejne zaposlitvene možnosti. Črnski glasbeniki so na raznih plesih in predstavah ponujali zabavo za nižje sloje in tako je nastalo veliko godb, ki so igrale koračnice. Črnski pianisti pa so igrali v gostilnah, klubih in bordelih – tako se je sčasoma razvil ragtime.
Afroameriški zabavljač Ernest Hogan je leta 1885 prvi začel pisati partiture za ragtime, dve leti kasneje pa je Vess Ossman na bendžu posnel venec teh pesmi z naslovom »Rag Time Medley«. Istega leta je belski skladatelj William H. Krell objavil svoj »Mississippi Rag«, kot prvo zapisano ragtime skladbo za klavir. Naslednje leto je Scott Joplin, pianist z znanjem klasične glasbe, premierno zaigral svoje »Original Rags«, leta 1899, pa je mednarodno zaslovel z »Maple Leaf Rag-om«. Napisal je veliko priljubljenih ragov, v katere je vključil sinkope, okrasne kontrapunkte na bendžu in call and response. Podoben slog so pozneje uporabljali tudi klasični skladatelji, kot sta Claude Debussy in Igor Stravinski. Blues je populariziral W. C. Handy, čigar skladbi »Memphise Blues« (1912) in »St. Louis Blues« (1914) sta postali jazz standarda.

### Glasba New Orleansa
Glasba New Orleansa je imela pomemben vpliv na razvoj zgodnjega jazza. V tistem času je veliko džezovskih glasbenikov igralo po gostilnah in bordelih v rdeči četrti »Storyville« v okolici ulice Basin Street. Godbe pa so igrale predvsem na razkošnih pogrebih, ki jih je organizirala afroameriška skupnost. Instrumenti, ki so jih uporabljali v teh godbah so postali značilni za jazz: bobni, pihala in trobila uglašena v 12-tonski evropski lestvici. Majhne skupine afroameriških samoukov, ki so v glavnem izhajale iz neworleanske tradicije pogrebnih procesij, so potovale po afroameriških skupnostih po jugovzhodu ZDA in tako ustvarile nove poslušalce jazza. Po letu 1914 so afrokreolski in afroameriški glasbeniki, ki so igrali na vaudevillih ponesli jazz med zahodno- in severnoameriška mesta.
V Storyvillu je svojo kariero začel afrokreolski pianist Jelly Roll Morton. Od leta 1904 je igral na vaudevillih po južnih mestih, pa tudi v Chicagu in New Yorku. Njegova skladba »Jelly Roll Blues« iz leta 1905 je leta 1915 postala prvi tiskan džezovski aranžma, kar je še več glasbenikov privedlo do seznanitve z glasbo New Orleansa. Na severovzhodu ZDA se je razvila hitrejša oblika ragtima. Med skupinami, ki so igrale tako glasb je bil tudi simfonični orkester Clef Club pod taktirko Jamesa Reesa Europea, njegov »Society Orchestra« pa je leta 1913 postala prva črnska skupina, ki je posnela jazz glasbo. Baltimorški rag slog Eubieja Blakea je vplival na razvoj »stride« klavirskega igranja James P. Johnsona, pri katerem se z levo roko igra ritem in bas linija, z desno pa melodija.
»Livery Stable Blues«, ki ga je posnel The Original Dixieland Jass Band leta 1917 spada med zgodnje posnetke jazz glasbe. Tega leta so podobne posnetke z besedo »jazz« v naslovu objavile še mnoge druge skupine, čeprav tovrstne glasbe po navadi ne štejemo med jazz. Februarja 1918 med prvo svetovno vojno je »Hellfighters«, skupina Jamesa Reesa Europea, ragtime ponesla po Evropi.

## Jazz naSlovenskem
Za začetnika slovenskega jazza velja skladatelj in dirigent Bojan Adamič, ki je v tridesetih letih dvajsetega stoletja ustanovil jazz ansambel. Zelo pomemben je tudi Miljutin Negode, ki je leta 1922 ustanovil prvi slovenski jazz orkester imenovan Original jazz Negode. Naslednje leto je v Ljubljano prinesel tudi prvi saksofon, ki ga je igral Janko Gregorc. Ta ansambel je predvsem izvajal plesno jazz glasbo, brez značilnega improviziranja. Leta 1925 je Ernest Švara sestavil ansambel Odeon. Orkester Broadway, ki je tudi nastal v tem času, pa je po drugi svetovni vojni sestavljal jedro Plesnega orkestra RTV Ljubljane. V tem času je nastalo več ansamblov, toda daleč najbolj popularni pa so bili Veseli berači, ki jih je pred začetkom druge svetovne vojne, leta 1939, ustanovil Oto Jugovec.
V drugi polovici 20. stoletja pa je nastalo veliko džezovskih ansamblov in orkestrov z znanimi glasbeniki kot so Urban Koder, Borut Lesjak, Petar Ugrin, Jože Privšek ...
Leta 1960 pa je bil prvi jugoslovanski jazz festival na Bledu. Leta 1967 se je zaradi mednarodnega povpraševanja preselil v Ljubljano in preimenoval v Mednarodni festival jazza. 
Od leta 1961 je Ljubljanski plesni orkester RTV Slovenija vodil J. Privšek, ki je kot dirigent, skladatelj in aranžer popeljal orkester v sam vrh džezovskih ansamblov v Evropi. V sedemdesetih letih se je uveljavil rock. V jazzu je ustvarjala le še skupina Mladi levi. V osemdesetih letih so spodbujali nastanke novih skupin, ki bi se usmerjale tudi v jazz.

## Improvizacija
Jazz je pogosto težko definirati, toda improvizacija je ena njegovih ključnih sestavin. Že zgodaj je postala glavni element v afriški in afroameriški glasbi in je zelo blizu uporabi vzorca call and response (ang. klic in odziv) v zahodnoafriškem in afroameriškem kulturnem izražanju.
Oblika improvizacije se je skozi čas spreminjala. Zgodnji folk blues je bil pogosto osnoven na t. i. vzorcu call and response, improvizirana sta bila oba, besedilo in melodija. V Dixielandu je ena skupina igrala glavno melodijo, druga pa je improvizirala njeno nasprotje. Za razliko od klasike, pri kateri glasbeniki poskušajo zaigrati glasbo, čim bolj podobno tej, ki si jo zamislijo, je v jazzu cilj izumiti nove interpretacije, spremeniti melodijo in harmonijo ter celo taktovski način. Če klasično glasbo narekujejo skladatelji, je jazz odvisen od igralca. Ritem sekcija pa je strogo začrtana. Vodilni improvizator začrta ritem, po navadi s tleskanjem s prsti in štetjem »ena, dva, tri, štiri«. Večina izvedb jazza ne spreminja osnovnega tempa, saj ni časa za rubato (rahlo spreminjanje tempa).
V času swinga so big bandi igrali iz aranžiranih partitur, improvizirali pa so solisti. V bebopu pa so se bolj posvetili improvizaciji, ostala je le tema (ang. head), zaigrana na začetku in koncu skladbe.
Poznejše zvrsti jazza, kot npr. modalni jazz, niso upoštevale dogovorjenih akordov, kar je solistom omogočalo, da so bolj prosto improvizirali v različnih lestvicah in načinih (npr. album Milesa Davisa Kind of Blue). Avantgarda in free jazz dopuščajo tudi različne ritmične variacije.
Improvizacije pianistov, kitaristov in ostalih instrumentalistov, med igro solista, se imenujejo comping (iz ang. accompaying, kar pomeni spremljava). Vamping je način compinga, ki po navadi določa nekaj ponavljajočih se akordov ali lestvic, za razliko od compinga, kjer se spreminajo skozi celotno kompozicijo. Pogostjeje je vamping uporabljen kot enostaven način za razširitev začetka ali konca skladbe.